# Chabuata iota
Chabuata iota là một loài bướm đêm trong họ Noctuidae.